# Bouar
Bouar er en markedsby i det vestlige Centralafrikanske Republik, ligger på hovedvejen fra Bangui i en afstand af 437 km, og 210 km fra grænsen  til grænsen til Cameroun. Byen er hovedstad i præfekturet Nana-Mambéré og har en befolkning på 40.353, mens hele underpræfekturet har en befolkning på 96.595 (folketælling fra 2003). Bouar ligger på et plateau næsten 1.000 moh.  I byen findes en fransk militærbase.
Omkring halvfjerds grupper af megalitter ligger i byen og mod dens nord og øst. Bouar-megalitterne, der stammer fra den meget sene neolitikum (ca. 3500-2700 f.Kr.), blev føjet til UNESCOs foreløbige liste (tentativlisten) over verdensarv den 11. april 2006 i kategorien kultur.